# 하루 (2001년 영화)
"하루"는 2001년에 개봉한 대한민국의 영화이다.

## 캐스팅
- 이성재 : 석윤 역
- 고소영 : 진원 역
- 김창완 : 조 박사 역
- 윤소정 : 진원 이모 역
- 류태호 : 정기 역
- 사강 : 구 간호사 역
- 김선화 : 여사장 역
- 엄춘배 : 석윤회사 부장 역
- 오주이 : 정간호사 역
- 송희아 : 현주 역
- 민경진 : 부산공장 공장장 역
- 박효주 : 엠블런스 간호사 역
- 서범식 : 사고도로 운전자 역
- 권해효 (우정출연)

## 수상
- 2001년 제38회 대종상
  - 감독상 - 한지승
  - 여우주연상 - 고소영
  - 여우조연상 - 윤소정
  - 심사위원특별상 - 쿠앤필름